# جبه‌خانه
جبه‌خانه کتابی از هوشنگ گلشیری است که در سال ۱۳۶۲ منتشر شد. جبّه‌خانه مجموعه یک داستان بلند و سه داستان کوتاه است.
داستان، شبی را تا صبح روایت می‌کند که در خلال آن از یک‌سو با زن و شوهری آشنا می‌شویم که با آزار رساندن به خود و دیگری بیشتر به هم نزدیک می‌شوند و از سوی دیگر، پسر دانشجویی را می‌بینیم که به شوق گذران شبی خوش، به دام آنان می‌افتد.